# Karl Johansförrådet

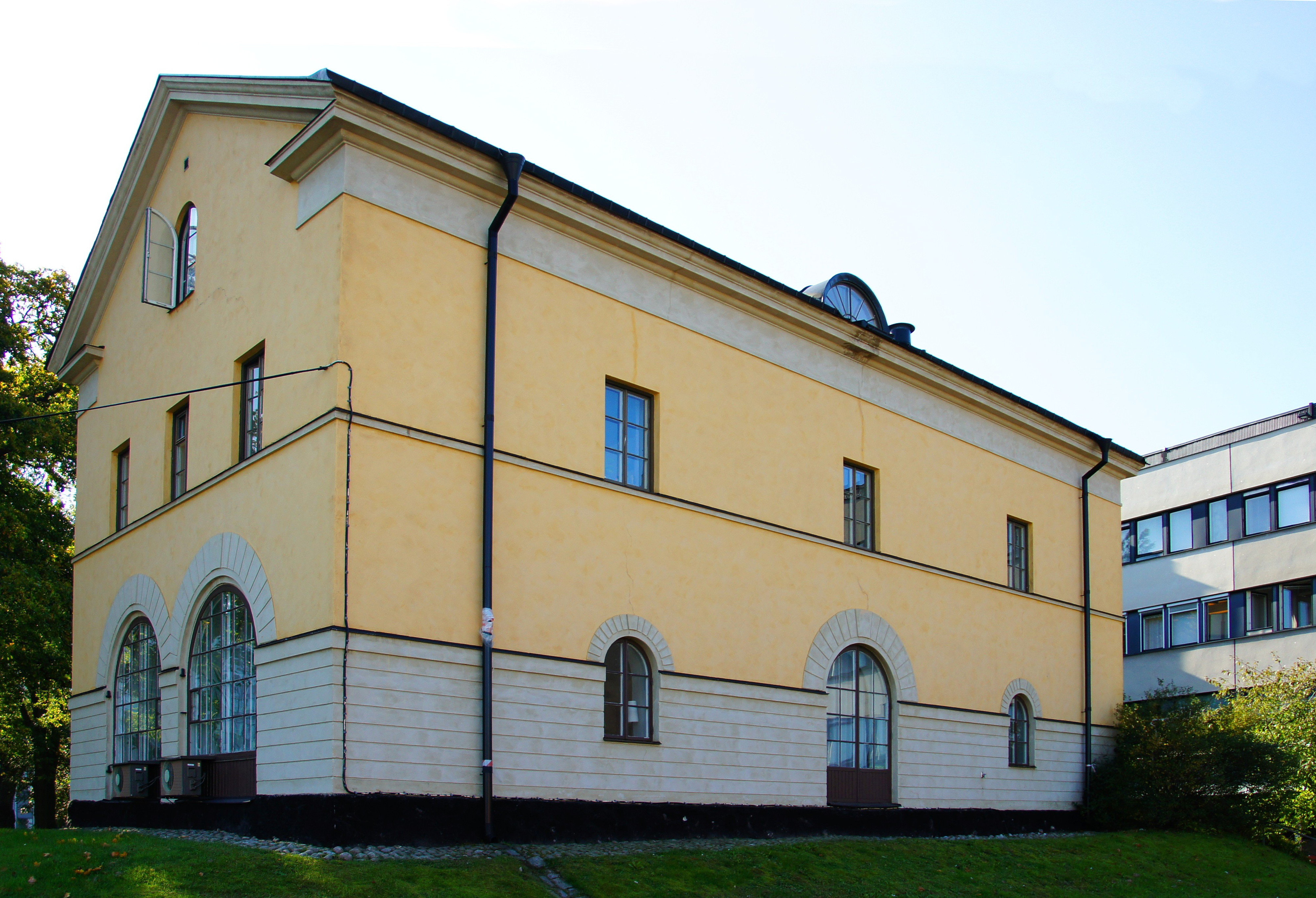
Karl Johansförrådet, 2011.

Karl Johansförrådet är en kulturhistoriskt värdefull byggnad i kvarteret Förrådsbacken beläget i Radiohusparken mellan Radiohuset och TV-huset på Östermalm i Stockholm.

## Historik

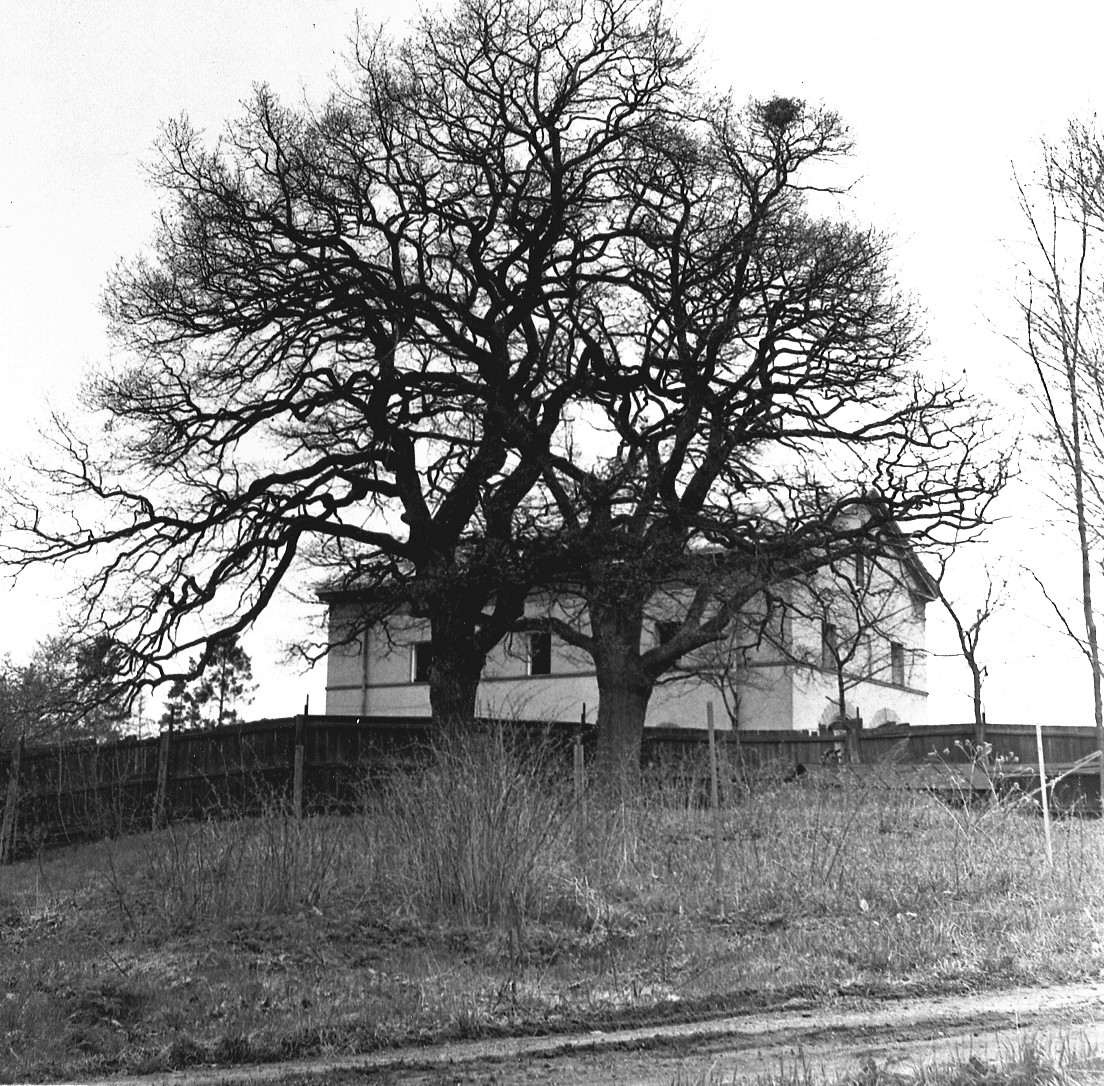
Karl Johansförrådet 1958.

Karl Johansförrådet är uppkallat efter kung Karl XIV Johan och användes av honom när han inspektera sina trupper ute på Gärdet. Byggnaden uppfördes under 1800-talets första hälft efter ritningar av arkitekt Fredrik Blom. Byggnaden är ett putsat tvåvåningshus som tidigare ingick tillsammans med Krutkällaren och Stora Stenskjulet i en krut- och kulfabrik vilka hörde till Svea artilleriregementes laboratorium. 
Verksamheten fanns kvar till början av 1900-talet. Senare har byggnaden använts som ammunitionsförråd. Karl Johansförrådet ombyggdes 1965 till kontor för dåvarande Sveriges Radios tillfälliga byggnadsbyrå när Radiohuset uppfördes. Idag ingår Karl Johansförrådet i Sveriges Radios verksamhet.
Byggnaden var redan 1934 ett statligt och är sedan 1996 ett enskilt byggnadsminne. Huset är blåmärkt av Stadsmuseet i Stockholm, vilket är det starkaste skyddet och innebär "att bebyggelsen bedöms ha synnerligen höga kulturhistoriska värden". Området är inte längre tillgängligt för allmänheten eftersom det ingår i ett civilt skyddsobjekt omfattande Sveriges Radios och Sveriges Televisions byggnader.